# 東武亀戸線

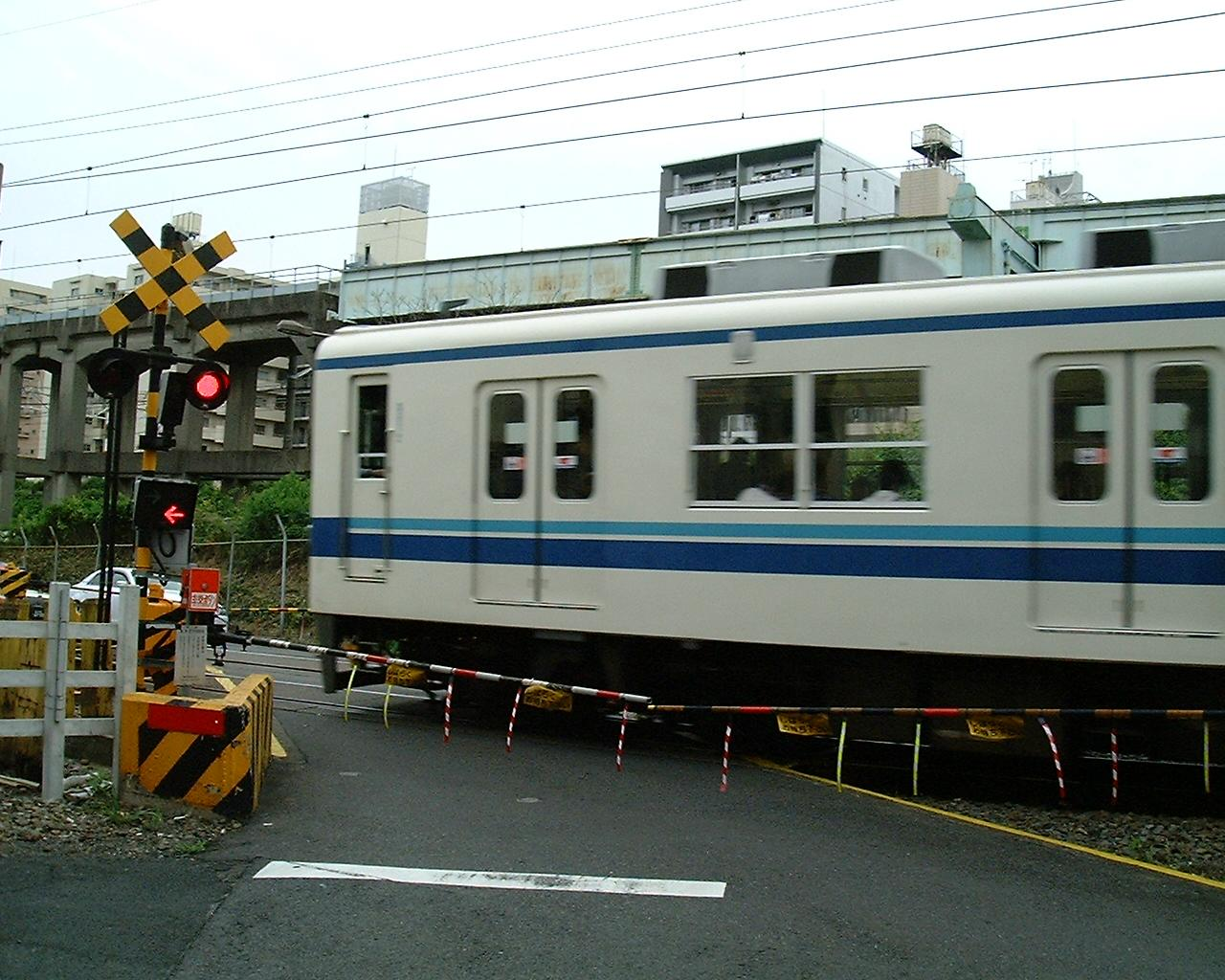
亀戸駅から二つ目の踏切を通過する曳舟行の列車。奥の高架橋はJR越中島支線（2009年7月11日撮影）

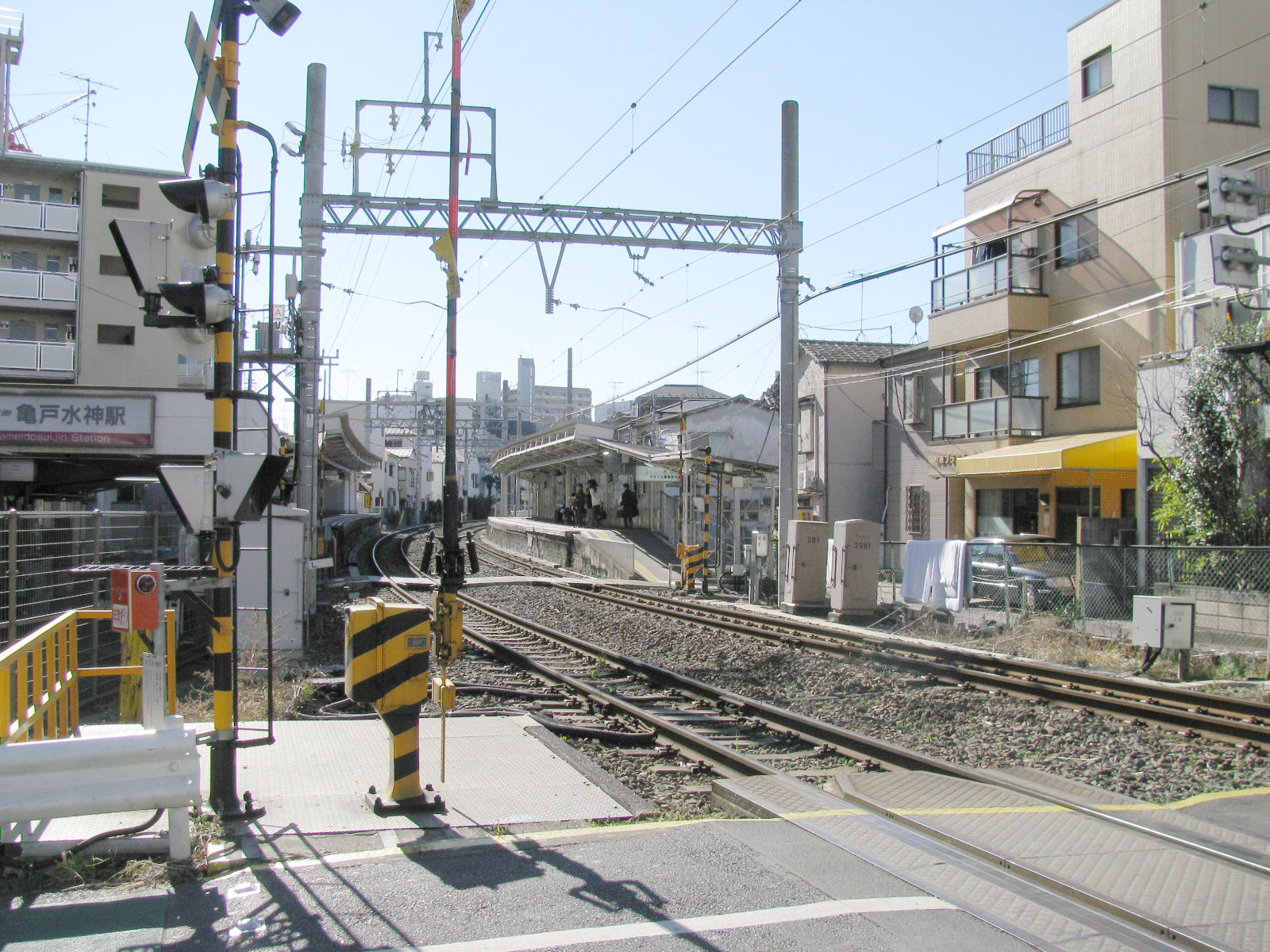
住宅街の中を通る（亀戸水神駅）

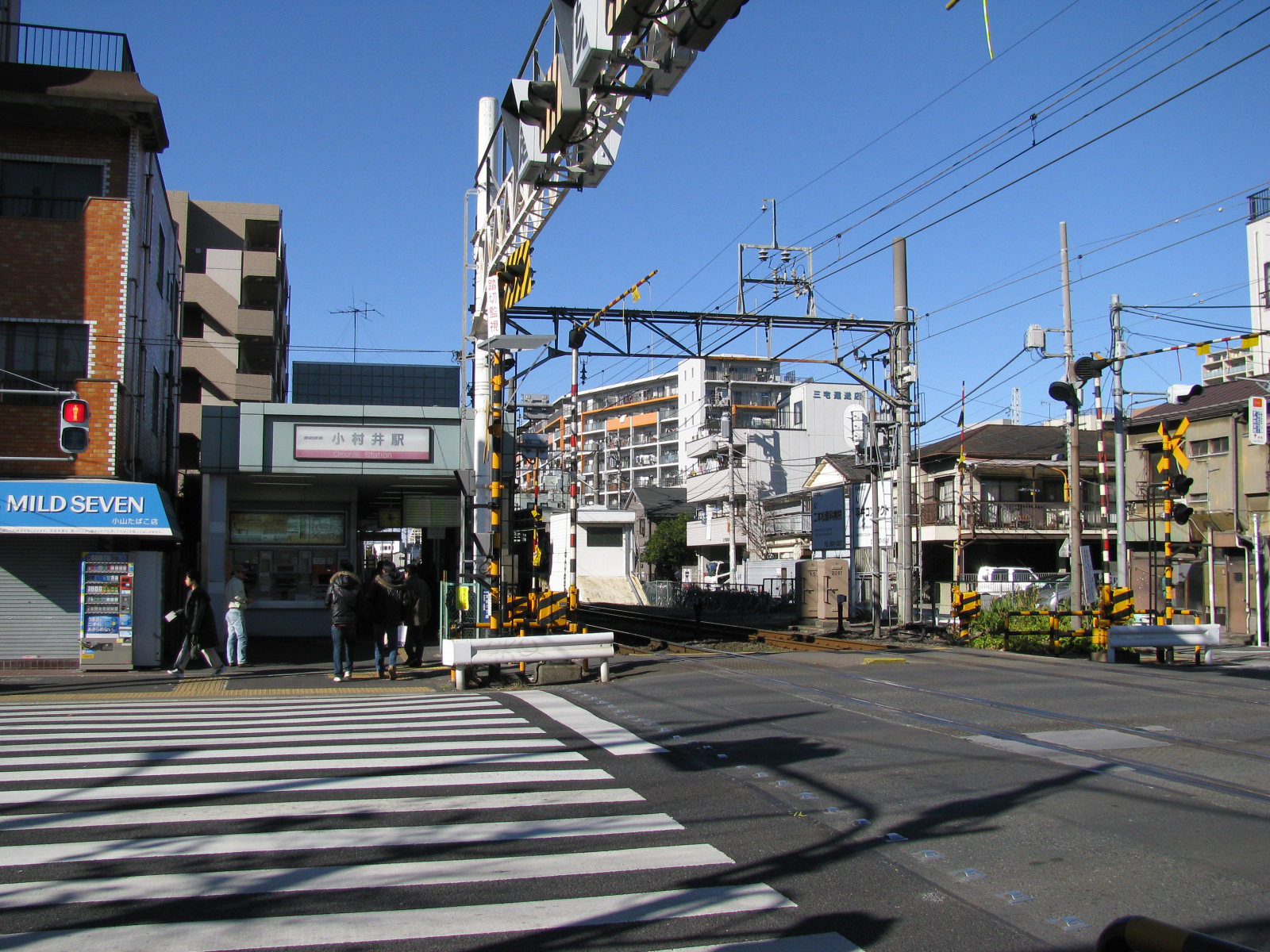
明治通りと平面交差する（小村井駅）

亀戸線（かめいどせん）は、東京都墨田区の曳舟駅と江東区の亀戸駅を結ぶ東武鉄道の鉄道路線である。ラインカラーは青色●、駅ナンバリングの路線記号はTS。
創業間もない明治期、東武鉄道は総武鉄道（総武本線の前身）両国橋駅（現・両国駅）を都心部ターミナルとしており、曳舟駅から当線区間を経て両国橋駅まで乗り入れていた。総武鉄道が国有化されたことで両国橋駅から撤退し、以後は亀戸駅までの路線が残され、曳舟駅 - 亀戸駅間を往復する列車のみが運行されている（詳細は後節参照）。

## 路線データ
- 路線距離：3.4 km
- 軌間：1,067 mm
- 駅数：5駅（起終点駅含む）
- 複線区間：全線（ただし、曳舟駅構内は単線）
- 電化区間：全線（直流1,500 V）
- 閉塞方式：自動閉塞式
- 保安装置：東武形ATS
- 最高速度 65 km/h[1]

## 運行形態
2両編成の電車が、曳舟駅 - 亀戸駅間を往復する。平日朝ラッシュ時は3編成を使用し、約7 - 8分間隔で運行。それ以降、及び土休日は、深夜・早朝帯を除いて2編成を使用し、約10分間隔で運行されている。全列車が各駅停車であり、通過駅を伴う列車、途中駅始発・終着の区間運転や他路線への直通運転はない。全線でワンマン運転を実施している。駅のプラットホームにホームセンサーが設置されていて、このセンサーを用いて安全確認をしている。
ワンマン化されてからは先にワンマン化された大師線と車両運用が共通化されたため、朝ラッシュ時のみ運行される編成が9時台に亀戸駅2番線に留置され、昼過ぎに西新井駅まで回送運行されて12時14分発大師前行きとして大師線の運用に入る。
通常、曳舟駅では5番線での発着となるが、曳舟駅6時23分発亀戸行きのみ、南栗橋車両管区春日部支所から回送で送り込まれるために4番線からの発車となる。

## 使用車両
- 8000系（南栗橋車両管区春日部支所所属・ワンマン運転対応車・2両編成） - 大師線と共通運用。通常色のほか、昭和30年代の標準塗装と試験塗装を再現したリバイバルカラーとして、朱色、緑色、黄色に塗られた3編成が運用されていたが[4][5][6]、このうち緑色の編成は2024年、黄色の編成は2025年に運用を終了した[7][8]。また通常色の編成も2025年で運用を終了している。かつては伊勢崎線とも共通運用だった。東上本線池袋駅 - 小川町駅間での定期運用が終了してからは、東京都内の東武線で8000系が運用されている路線は当路線と大師線のみとなった。
- 10000型・10030型 - 10000型は1989年頃に一旦使用されなくなったが、2025年1月7日に使用が再開された[9]。10030型は2025年1月14日から使用が開始された[10]。

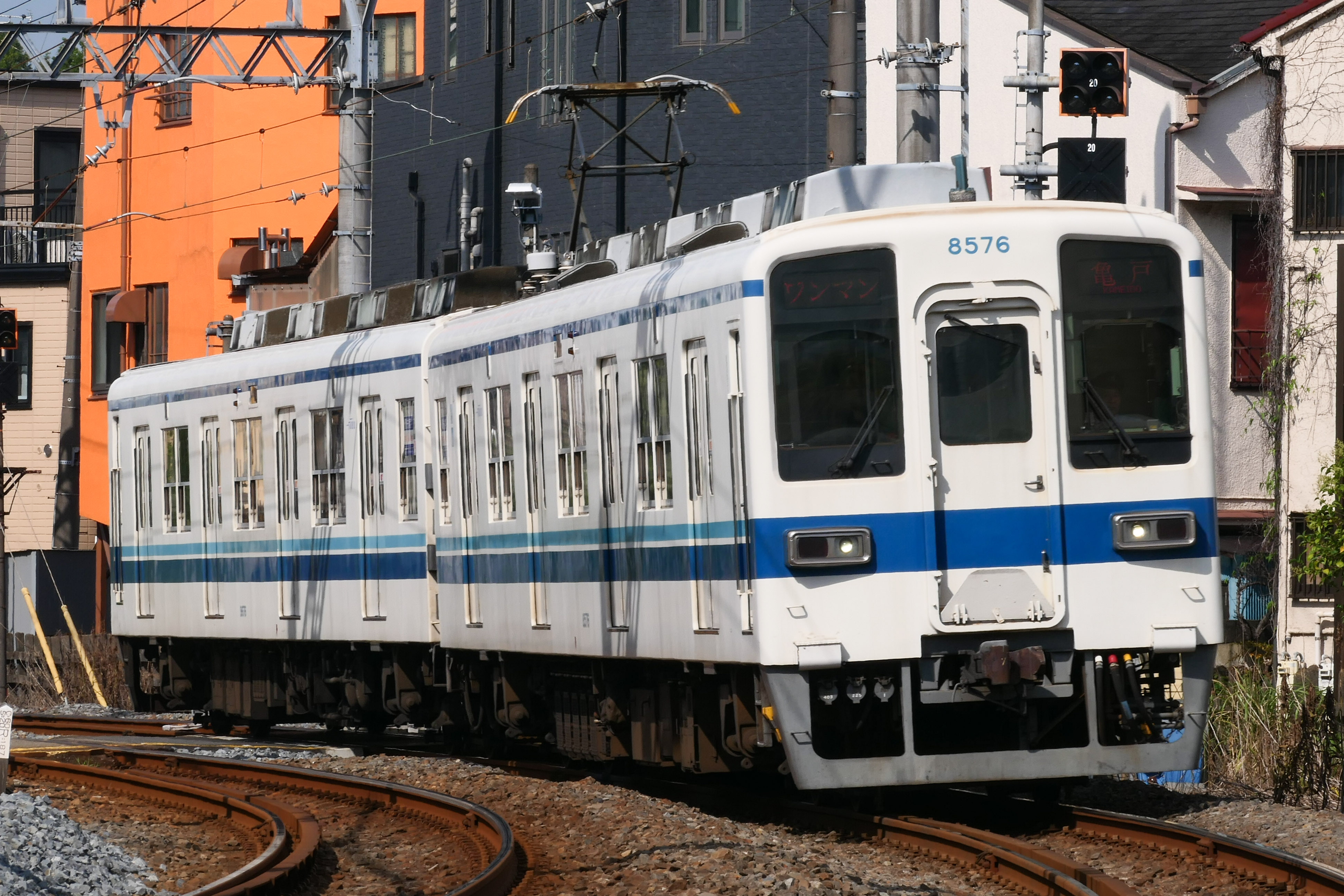
8000系（通常塗装）。2025年運用終了
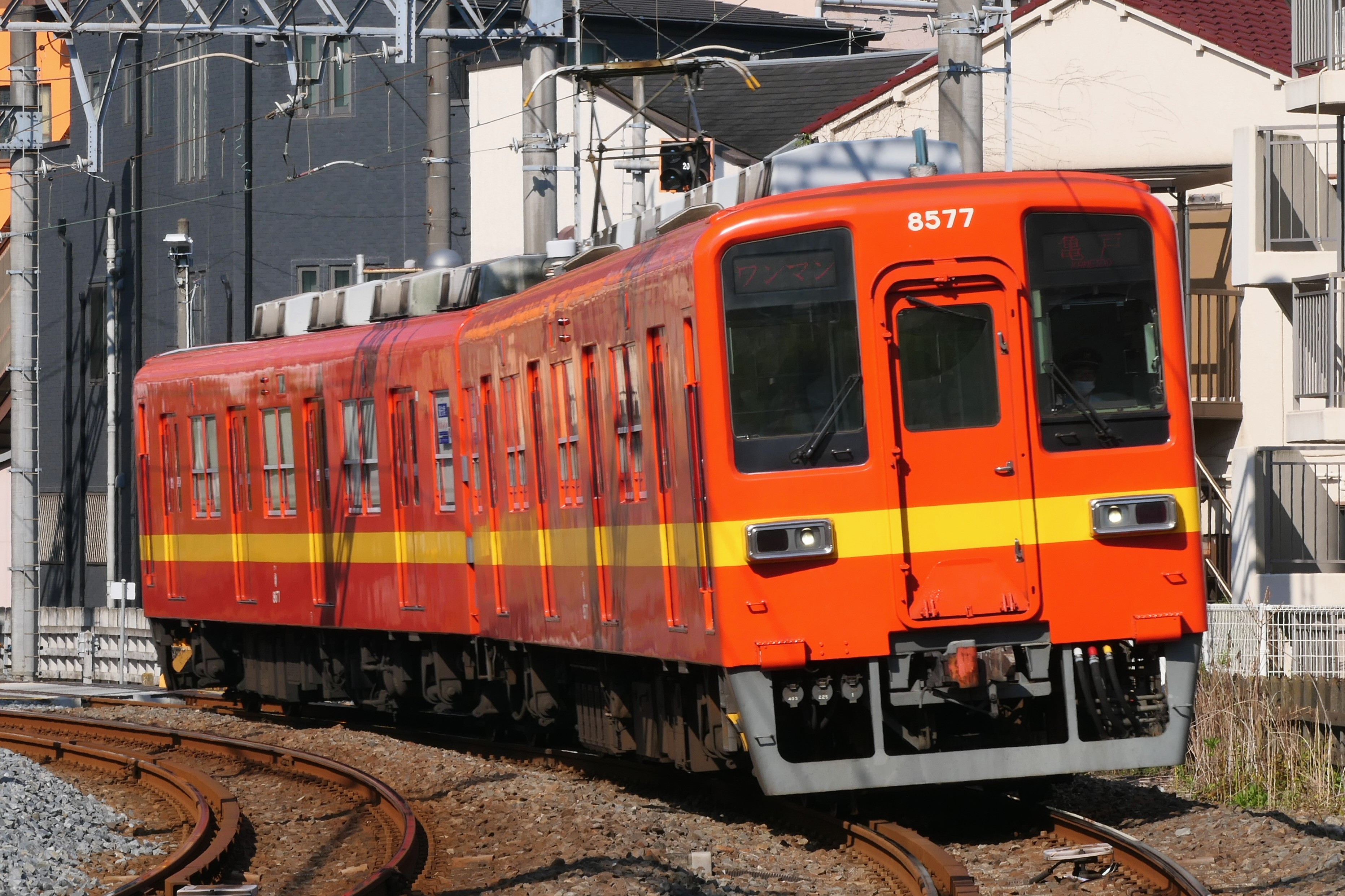
8000系リバイバルカラー（朱色）
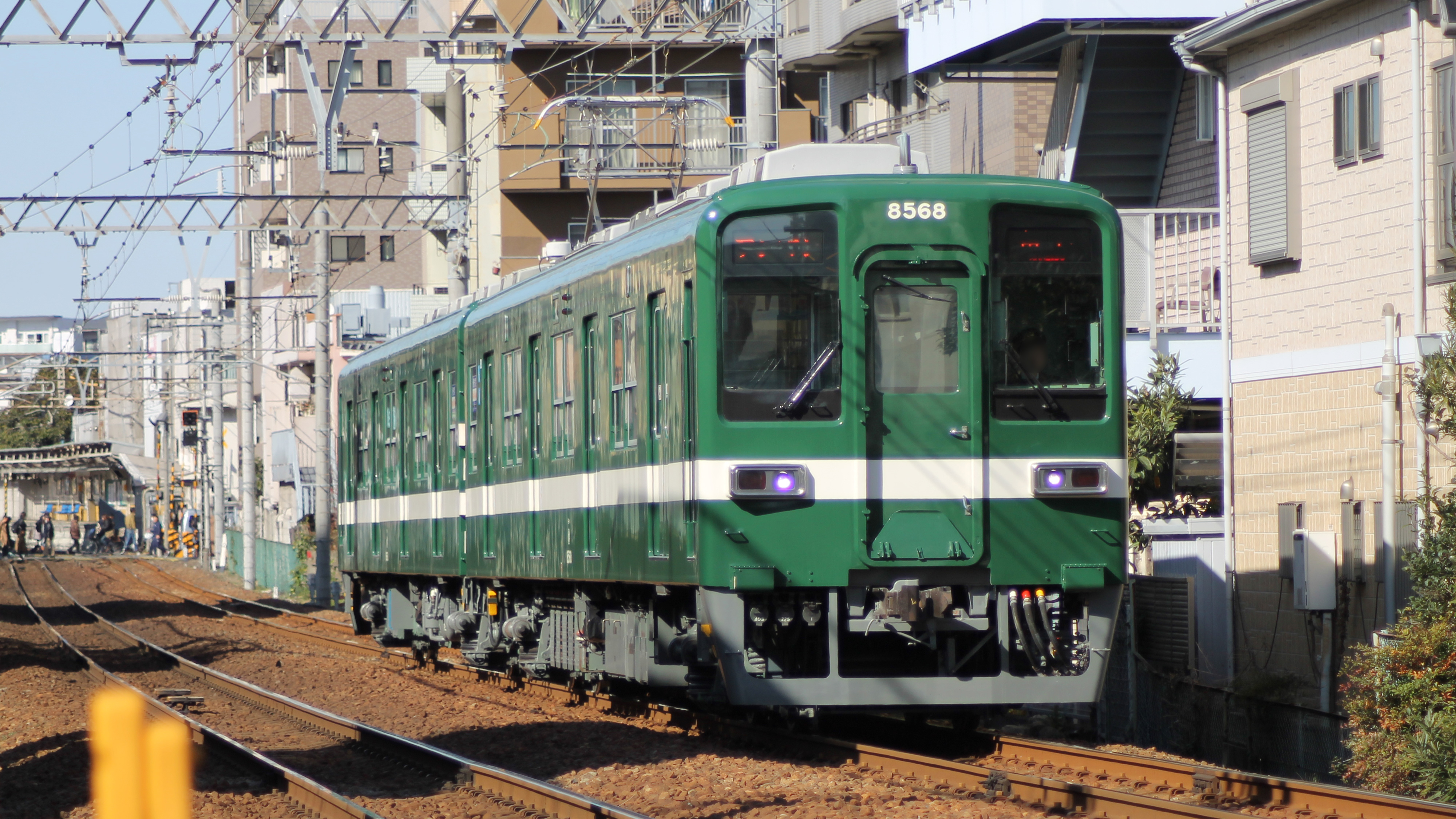
8000系リバイバルカラー（緑色）。2024年運用終了
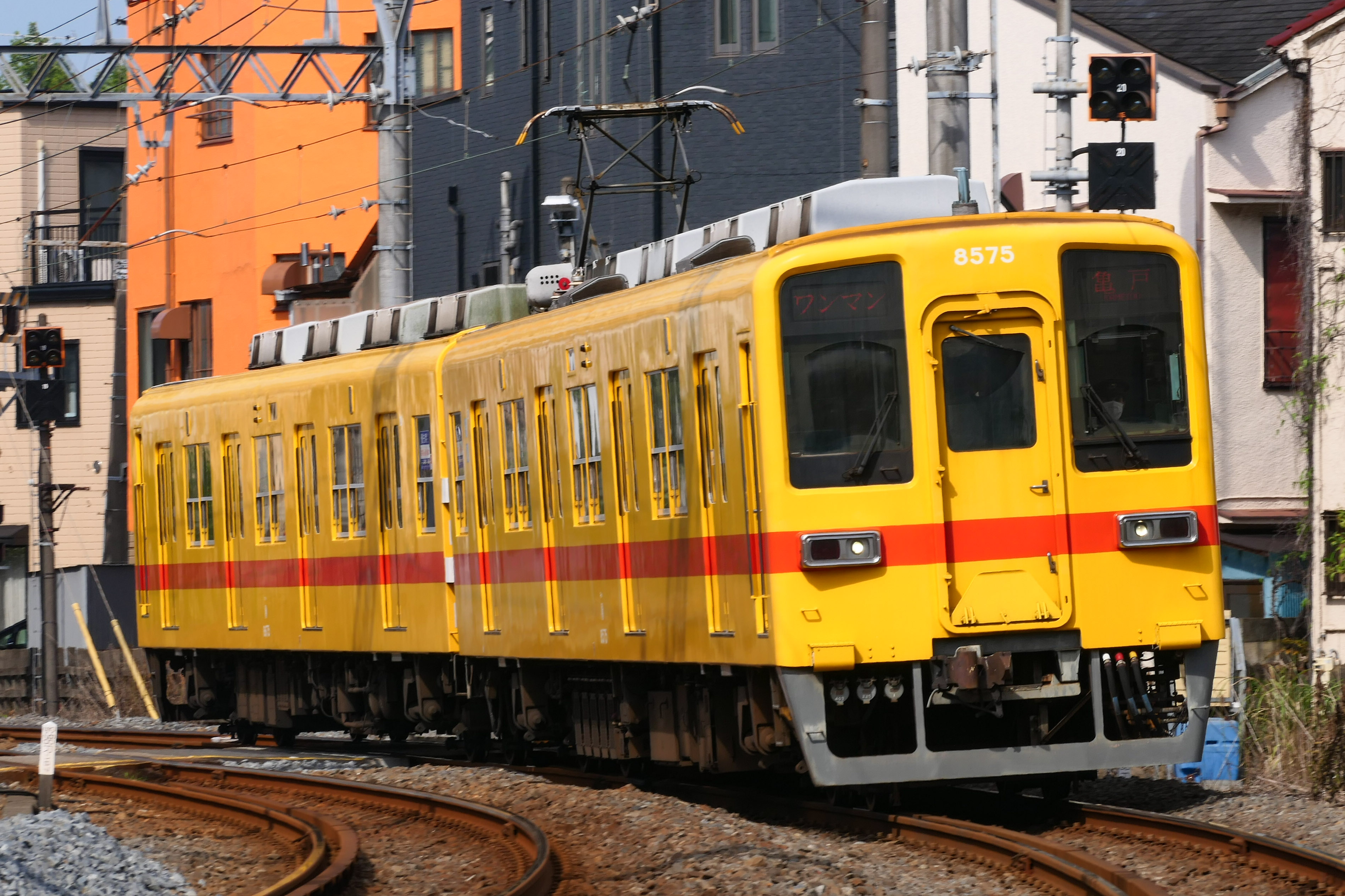
8000系リバイバルカラー（黄色）。2025年運用終了
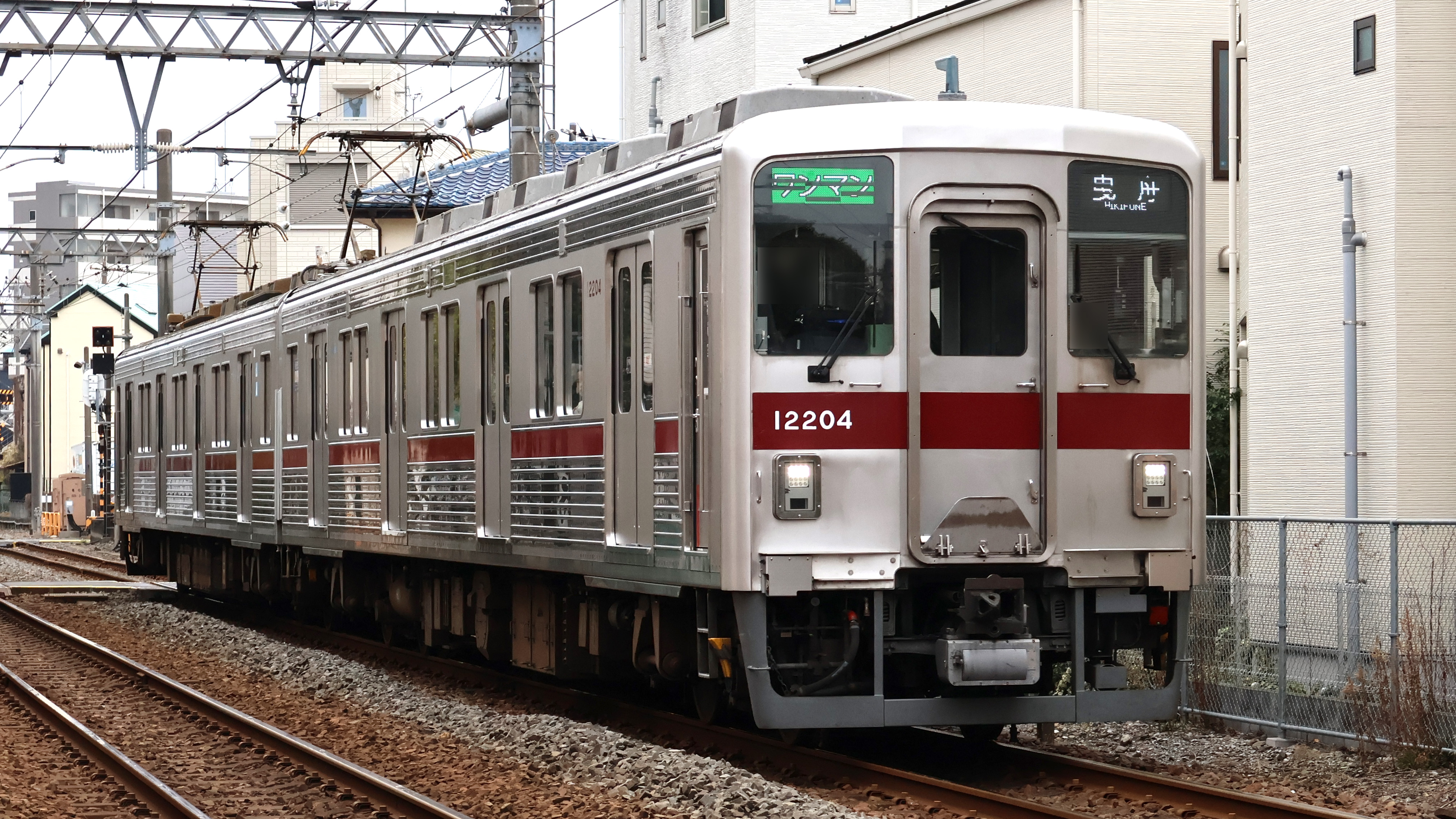
10000型
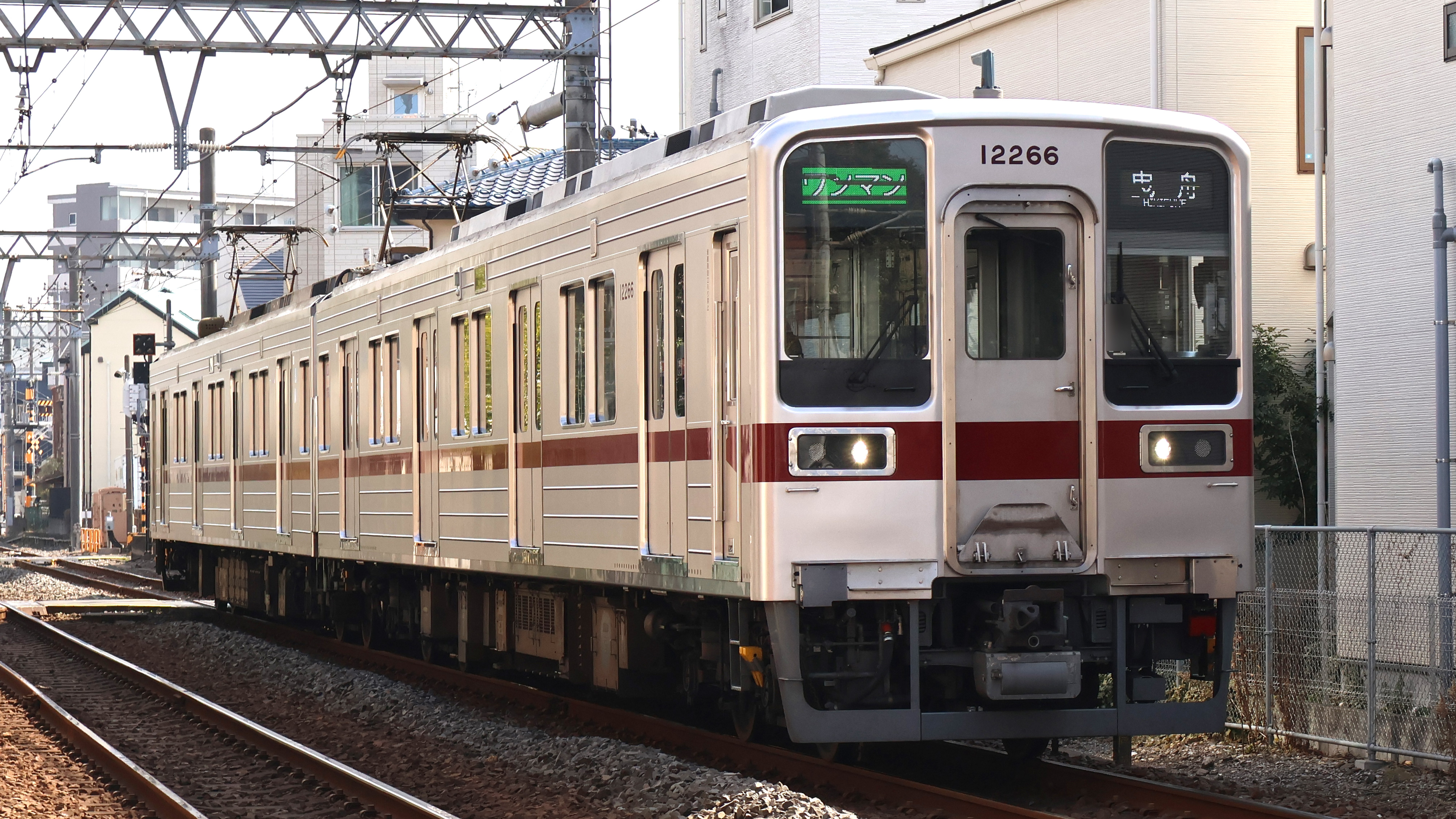
10030型

### 過去の使用車両
- 5000系（2両編成）

## 歴史
東京と埼玉県や群馬県・栃木県を結ぶため1897年（明治30年）に設立された東武鉄道は、当初本所（業平橋）としていた起点を東京湾に近い越中島へ延長する計画を立てたが、越中島 - 本所 - 千住間は審査に慎重を要するとして、すぐには免許が下りなかった。そのため日本鉄道海岸線（現・JR常磐線）の北千住駅を起点に久喜駅までが1899年（明治32年）8月に東武鉄道最初の区間として開業した。
東武鉄道は、再び北千住 - 越中島間の敷設願を、途中下大畑（曳舟付近）から分岐して小梅瓦町（吾妻橋駅として開業、後の浅草駅、現・とうきょうスカイツリー駅）まで、亀戸から分岐して本所までの支線を加えて提出した。免許は1900年（明治33年）6月に下り、その一部として、1902年（明治35年）には北千住 - 吾妻橋間が、1904年（明治37年）4月5日に亀戸 - 曳舟間が開業した。開業当初、中間駅は天神駅（現・小村井 - 曳舟間）のみであり、非電化で蒸気運転であった。亀戸 - 曳舟開業と同時に、総武鉄道（現・JR東日本総武本線）亀戸 - 両国橋（現・両国）間への直通運転を開始し、同日開業した両国橋駅に乗り入れた。これにより、東武鉄道の吾妻橋 - 曳舟間は廃止され、亀戸 - 曳舟間が本線格の扱いとなった。亀戸 - 本所間の免許は総武鉄道に乗り入れたことで不要となり同年9月に廃止した。
その後、乗り入れていた総武鉄道の国有化を機に、ターミナルを吾妻橋駅に戻すことになり、1908年（明治41年）3月に吾妻橋 - 曳舟間が貨物線として再開。1910年（明治43年）3月に吾妻橋駅を浅草駅と改称して、同区間の旅客営業を再開すると、亀戸 - 曳舟間は支線となった。しかし、国鉄常磐線から北千住駅で連絡運輸を行う両国橋行きの貨物列車は引き続き亀戸線を経由した（詳細は「新金貨物線#歴史」を参照）。一方で、亀戸から越中島までの延伸計画も、敷設予定地の市街化が進み、用地取得が困難になってきたことなどから着手出来ず、1910年（明治43年）8月に免許が失効した。1911年（明治44年）には西平井（東陽町駅付近）までの延伸に計画を変更したが、免許取得までは至らなかった。更に新橋駅までの延伸構想もあった。
1926年（大正15年）7月1日、国鉄が総武本線の新小岩駅と常磐線の金町駅を結ぶ貨物専用の短絡線新金線を開通させたことで、国鉄からの貨物列車の直通は全てなくなりローカル線となった。1928年（昭和3年）に全線が電化されると駅が多数開業、最大7つの中間駅を抱える路線となったが、第二次世界大戦による空襲で甚大な被害を受け、半数以上の駅が廃止・休止となった。
なお、亀戸 - 越中島間は、後に国鉄が総武本線の貨物支線として亀戸 - 小名木川間を1929年（昭和4年）に、小名木川 - 越中島間を1958年（昭和33年）に開通させた。
戦後は、伊勢崎線沿線の開発に伴い、輸送客が伸びていた。その後1962年（昭和37年）5月31日、北越谷駅 - 人形町駅間での伊勢崎線・営団地下鉄（現・東京メトロ）日比谷線相互乗り入れ開始により、都心への通勤ルートが大きく変化し、本路線の乗客は減少した。
それ以来、特に大きな変化はなかったが、2003年（平成15年）3月19日に地下鉄半蔵門線が押上まで延伸開業して伊勢崎線・日光線との相互直通を始めると同時に、平日朝間帯の本数削減を中心としたダイヤ改正が行われた。

### 年表

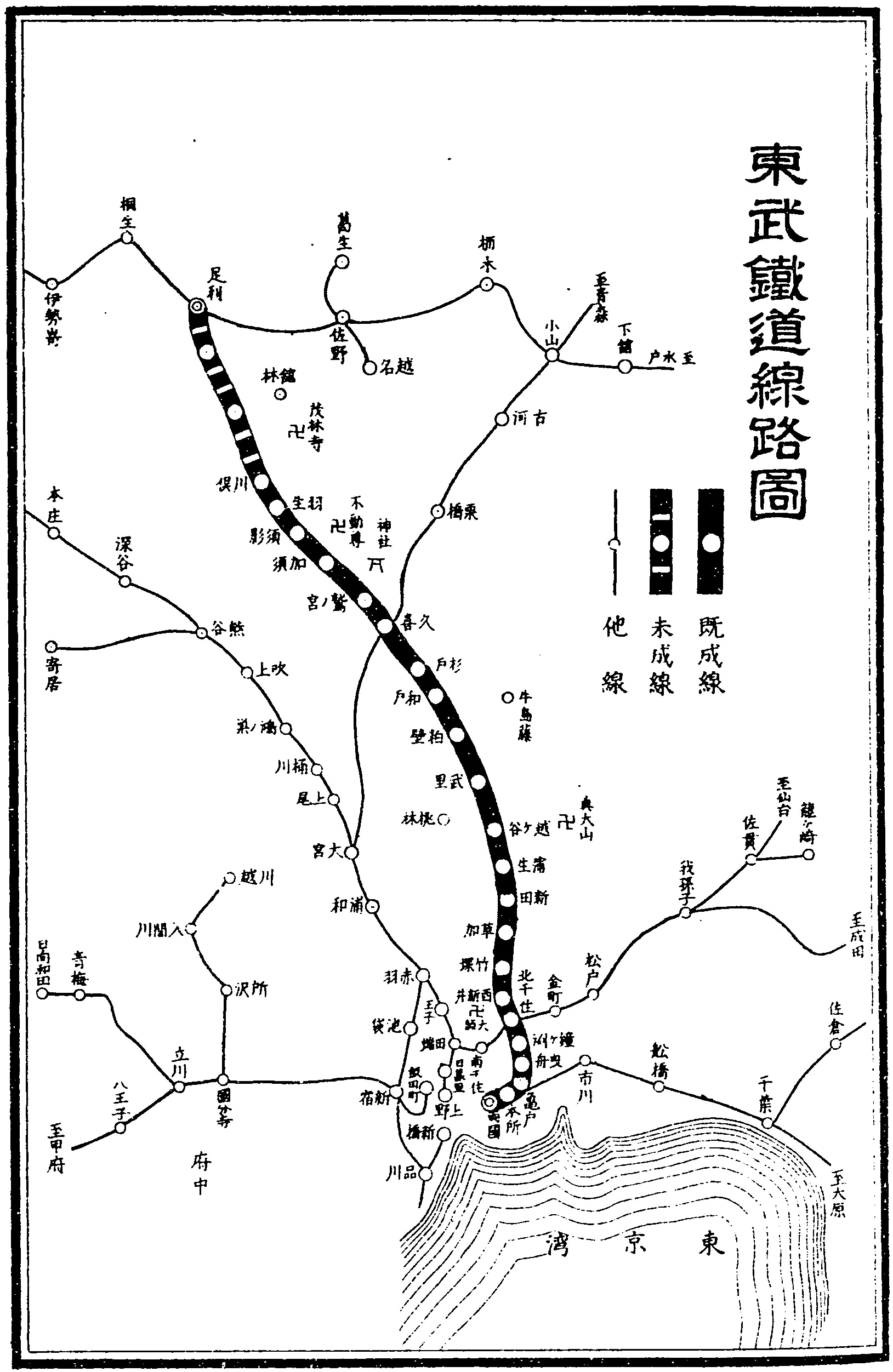
東武鉄道株式会社 1906年の路線図。両国駅がターミナルであった。

- 1904年（明治37年）4月5日 曳舟 - 亀戸間 (3.4 km) 開業。総武鉄道両国橋（現・両国）まで乗り入れ[13]。
- 1905年（明治38年）7月6日 天神駅営業休止[14]。
- 1907年（明治40年）9月1日 総武鉄道が国有化され、総武本線となる。乗り入れは継続。
- 1908年（明治41年）4月4日 天神駅廃止、中間駅が皆無になる[14]。
- 1910年（明治43年）3月27日 総武本線への直通運転を廃止[13]。
- 1918年（大正7年）3月27日 全線を軽便鉄道法による軽便鉄道に変更。
- 1925年（大正14年）9月4日 天神駅再開業[14]。
- 1928年（昭和3年）4月15日 亀戸線全線電化[13]。同時に中間駅として、亀戸水神駅・北十間駅・平井街道駅（現・東あずま駅）・小村井駅・十間橋通駅・虎橋通駅が開業[14]。
- 1943年（昭和18年）12月26日 虎橋通駅営業休止[14]。
- 1945年（昭和20年）3月10日 東京大空襲により、虎橋通駅・平井街道駅廃止、北十間駅・十間橋通駅休止廃止[14]。
- 1946年（昭和21年）12月5日 北十間駅と亀戸水神駅を移転統合、亀戸水神駅とする。北十間駅は廃止[14]。
- 1956年（昭和31年）
  - 5月20日 旧・平井街道駅の位置に東あずま駅開業（事実上の営業再開）[14]。
  - 10月31日 天神駅営業休止[14]。
- 1957年（昭和32年）5月20日 天神駅廃止[14]。
- 1958年（昭和33年）10月22日 十間橋通駅廃止[14]。
- 2004年（平成16年）10月19日 ワンマン運転開始[2][15]。
- 2012年（平成24年）3月17日 全駅に駅ナンバリングを導入。

## 駅一覧
- 全駅東京都内に所在。
- 全区間が海抜ゼロメートル地帯を通過しており、駅も標高マイナス1〜2メートルの深さに位置している。

| 駅番号 | 駅名       | 駅間キロ | 累計キロ | 接続路線                                      | 所在地 |
| ------ | ---------- | -------- | -------- | --------------------------------------------- | ------ |
|        |            |          |          |                                               |        |
| TS-04  | 曳舟駅     | -        | 0.0      | 東武鉄道： 伊勢崎線（東武スカイツリーライン） | 墨田区 |
| TS-41  | 小村井駅   | 1.4      | 1.4      |                                               | 墨田区 |
| TS-42  | 東あずま駅 | 0.6      | 2.0      |                                               | 墨田区 |
| TS-43  | 亀戸水神駅 | 0.7      | 2.7      |                                               | 江東区 |
| TS-44  | 亀戸駅     | 0.7      | 3.4      | 東日本旅客鉄道： 中央・総武緩行線(JB 23)      | 江東区 |

### 廃駅
- 北十間駅（亀戸水神 - 東あずま間、1945年3月10日休止、1946年12月5日廃止）[14]
- 天神駅（小村井 - 十間橋通間、1956年10月31日休止、1957年5月20日廃止）[14]
- 十間橋通駅（天神 - 虎橋通間、1945年3月10日休止、1958年10月22日廃止）[14]
- 虎橋通駅（十間橋通 - 曳舟間、1943年12月26日休止、1945年3月10日廃止）[14]